# Hotovo
Hotovo (în bulgară Хотово) este un sat în Obștina Sandanski, Regiunea Blagoevgrad, Bulgaria.

## Demografie
Componența etnică a satului Hotovo
     Bulgari (97,97%)
     Nicio identificare (2,02%)
     Altele (0%)
La recensământul din 2011, populația satului Hotovo era de 99 locuitori. Din punct de vedere etnic, majoritatea locuitorilor (97,97%) erau bulgari. Pentru 2,02% din locuitori nu este cunoscută apartenența etnică.